# Rosmarie Waldrop
Rosmarie Waldrop (* 24. August 1935 in Kitzingen, Geburtsname Rosmarie Sebald) ist eine deutschamerikanische Poetin, Übersetzerin und Verlegerin.

## Leben
Rosmarie Sebald wurde in Kitzingen am Main geboren. Dort gab ihr Vater Joseph Sebald an der Schule Sportunterricht. Sie lernte sie unter anderem Klavier und Flöte spielen und spielte in einem Jugendorchester. Weihnachten 1954 gab das Jugendorchester ein Konzert für amerikanische Soldaten in Kitzingen. Anschließend lud Keith Waldrop, der das Konzert angehört hatte, Mitglieder des Orchesters ein, seine Plattensammlung anzuhören. Rosmarie und er freundeten sich an und übersetzten in den nächsten Monaten gemeinsam deutsche Poesie ins Englische.
1954 begann Sebald ein Studium der Literatur, Kunstgeschichte und Musikwissenschaft an der Universität Würzburg. Im Folgejahr 1955 wechselte sie an die Universität Freiburg, wo sie die Werke von Robert Musil für sich entdeckte und sich an Protesten gegen eine Vorlesung des Philosophen Martin Heidegger beteiligte. Später wechselte sie an die Universität Aix-Marseille, wo Keith Waldrop von 1956/57 auf Grundlage des G. I. Bills studierte. Ende 1957 kehrte er an die University of Michigan zurück. 1958 gewann er den Major Hopwood Prize und schickte den größten Teil des Preisgeldes an Rosmarie, damit sie ihre Reise in die Vereinigten Staaten zahlen kann.
Das Paar heiratete, und auch Rosmarie begann an der University of Michigan zu studieren. 1966 promovierte sie dort zum Ph.D. Sie wurde aktiv in literarischen, musikalischen und künstlerischen Kreisen rund um die Universität und darüber hinaus in der Ann-Arbor-Region. Sie fing an, Poesie aus Frankreich und Deutschland zu übersetzen. Bereits 1961 hatten die Waldrops eine gebrauchte Druckerpresse erworben und mit der Veröffentlichung des Burning Deck Magazine begonnen. Dies war der Anfang von Burning Deck, das einer der einflussreichsten Kleinverlage für innovative Poesie in den Vereinigten Staaten werden sollte.
Rosmarie Waldrop begann in den späten 1960er Jahren, ihre eigene Poesie auf Englisch zu veröffentlichen. Sie hat über drei Dutzend Bücher (Poesie, Prosa, Übersetzungen) veröffentlicht.
In den frühen 1970er Jahren verbrachte sie ein Jahr in Paris, wo sie in Kontakt mit der französischen avant garde kam, darunter Claude Royet-Journoud, Anne-Marie Albiach und Edmond Jabès.  Diese Autoren beeinflussten ihre eigenen Arbeiten, und gleichzeitig wurde sie eine der Hauptübersetzerinnen ihrer Werke ins Englische, die bei Burning Deck veröffentlicht wurden.

## Auszeichnungen
- Chevalier des Arts et des Lettres, Frankreich
- 2006: Mitglied der American Academy of Arts and Sciences[2]
- 2008: PEN Award for Poetry in Translation für ihre Übersetzung von Ulf Stolterfohts Buch Lingos I-IX
- 2013: Nominierung ihrer Übersetzung von Elfriede Czurdas Almost 1 Book / Almost 1 Life für den Best Translated Book Award[3]

## Schriften

### Poesie
- The Aggressive Ways of the Casual Stranger, NY: Random House
- The Road Is Everywhere or Stop This Body, Columbia, MO: Open Places
- When They Have Senses, Providence: Burning Deck
- Nothing Has Changed, Windsor, VT: Awede Press[4]
- Differences for Four Hands, Philadelphia: Singing Horse; repr. Providence: Paradigm Press, 1999
- Streets Enough to Welcome Snow, Barrytown, NY: Station Hill
- The Reproduction of Profiles, NY: New Directions
- Shorter American Memory, Providence: Paradigm Press
- Peculiar Motions, Berkeley, CA: Kelsey Street Press
- Lawn of Excluded Middle, NY: Tender Buttons
- A Key Into the Language of America, NY: New Directions
- Another Language: Selected Poems, Jersey City: Talisman House
- Split Infinites, Philadelphia: Singing Horse Press
- Reluctant Gravities, NY: New Directions
- mit Keith Waldrop: Well Well Reality, Sausalito, CA: The Post-Apollo Press
- Love, Like Pronouns, Omnidawn Publishing
- Blindsight, New York: New Directions
- Splitting Image, Zasterle
- Curves to the Apple,[5] New Directions
- Driven to Abstraction, New Directions

### Fiktion
- The Hanky of Pippin’s Daughter, Barrytown, NY: Station Hill, 1986
  - Pippins Tochters Taschentuch - Roman. Übersetzung Ann Cotten. Nachwort Ben Lerner. Suhrkamp, 2021
- A Form / of Taking / It All. Barrytown, NY: Station Hill, 1990

### Essays und Kritiken
- Against Language? The Hague: Mouton/Berlin: Walter de Gruyter, 1971
- The Ground Is the Only Figure: Notebook Spring 1996. Providence: The Impercipient Lecture Series, Vol. 1, No. 3 (April 1997)
- Lavish Absence: Recalling and Rereading Edmond Jabès. Wesleyan University Press, 2002
- Dissonance (if you are interested). University Alabama Press, 2005

### Übersetzungen
- The Book of Questions. von Edmond Jabès, 7 vols. gebunden als 4, Wesleyan UP, 1976, 1977, 1983, 1984
- From a Reader’s Notebook. von Alain Veinstein, Annex Press, Ithaca New York, 1983
- Paul Celan: Collected Prose. von  Paul Celan, Manchester & NY: Carcanet & Sheep Meadow, 1986
- The Book of Dialogue. von Edmond Jabès, Wesleyan UP, 1987
- Late Additions: Poems. von Emmanuel Hocquard (mit Connell McGrath), Peterborough, Cambs.: Spectacular Diseases, 1988
- The Book of Shares. von Edmond Jabès, Chicago UP, 1989
- Some Thing Black. von Jacques Roubaud, Elmwood Park, IL: Dalkey Archive, 1990
- The Book of Resemblances. von Edmond Jabès, 3 vols., Wesleyan UP, 1990, 91, 92
- From the Book to the Book. von Edmond Jabès, Wesleyan UP, 1991
- The Book of Margins. von Edmond Jabès, Chicago UP, 1993
- A Foreigner Carrying in the Crook of His Arm a Tiny Book. von Edmond Jabès, Wesleyan UP, 1993
- Heiligenanstalt. von Friederike Mayröcker, Providence: Burning Deck, 1994
- The Plurality of Worlds of Lewis. von Jacques Roubaud, Normal, IL: Dalkey Archive Press, 1995
- Mountains in Berlin: Selected Poems. von Elke Erb, Providence: Burning Deck, 1995
- The Little Book of Unsuspected Subversion. von Edmond Jabès, Stanford UP, 1996
- With Each Clouded Peak. von Friederike Mayröcker (mit Harriett Watts), Los Angeles, CA: Sun & Moon Press, 1998
- A Test of Solitude. von Emmanuel Hocquard, Providence: Burning Deck, 2000
- mit Harry Mathews und Christopher Middleton: Many Glove Compartments. von Oskar Pastior, Providence: Burning Deck, 2001
- Desire for a Beginning Dread of One Single End. von Edmond Jabès (Images & Design by Ed Epping), New York, New York: Granary Books, 2001
- The Form of a City Changes Faster, Alas, Than the Human Heart. von Jacques Roubaud, Dalkey Archive Press; Translation edition, 2006. ISBN 1-56478-383-9